# Déguel ha-Torà
Déguel ha-Torà (o Degel haTorah en transcripció anglesa) (en hebreu דגל התורה, "Bandera de la Torà") és un partit polític haredí asquenasita religiós de l'estat d'Israel. D'ençà de 1992 participa a les eleccions israelianes com a membre de la coalició Judaisme Unit de la Torà.
Duéguel ha-Torà representa l'anomenada "facció lituana" dintre dels haredim no hassídics (també anomenats misnagdim) i oposats als hassidim representats pel partit Agudat Israel. Sovint aquests partits competeixen entre si contra uns altres, però amb freqüència uneixen les seves forces en una aliança política anomenada Yahadut ha-Torà des de les eleccions legislatives d'Israel de 1992. Duégel ha-Torà va ser creat com a partit independent pel rabí Elazar Shach de cara a les eleccions legislatives d'Israel de 1988, escindint-se d'Agudat Israel per diferències amb els hassidim.
El nom del partit, "Bandera de la Torah", s'oposa a la bandera de l'Estat d'Israel, que representa idees amb les quals aquest partit no desitja identificar-se. El rabí Shach va morir el 2001. El conseller rabínic de Déguel ha-Torà en 2006 era el rabí de 90 anys Yosef Shalom Eliashiv de Jerusalem.

## Resultats electorals
| Any        | Líder          | Vots                              | %                                 | Escons  | +/– | Govern      |
| ---------- | -------------- | --------------------------------- | --------------------------------- | ------- | --- | ----------- |
| 1988       | Avraham Ravitz | 34,279                            | 1.50 (#13)                        | 2 / 120 | Nou | Coalició    |
| 1992       | Avraham Ravitz | Dins del Judaisme Unit de la Torà | Dins del Judaisme Unit de la Torà | 1 / 120 | 1   | Oposició    |
| 1996       | Avraham Ravitz | Dins del Judaisme Unit de la Torà | Dins del Judaisme Unit de la Torà | 2 / 120 | 1   | Coalició    |
| 1999       | Avraham Ravitz | Dins del Judaisme Unit de la Torà | Dins del Judaisme Unit de la Torà | 2 / 120 | =   | Coalició    |
| 2003       | Avraham Ravitz | Dins del Judaisme Unit de la Torà | Dins del Judaisme Unit de la Torà | 2 / 120 | =   | Oposició    |
| 2006       | Moshe Gafni    | Dins del Judaisme Unit de la Torà | Dins del Judaisme Unit de la Torà | 2 / 120 | =   | Oposició    |
| 2009       | Moshe Gafni    | Dins del Judaisme Unit de la Torà | Dins del Judaisme Unit de la Torà | 2 / 120 | =   | Coalició    |
| 2013       | Moshe Gafni    | Dins del Judaisme Unit de la Torà | Dins del Judaisme Unit de la Torà | 3 / 120 | 1   | Oposició    |
| 2015       | Moshe Gafni    | Dins del Judaisme Unit de la Torà | Dins del Judaisme Unit de la Torà | 3 / 120 | =   | Coalició    |
| Abril 2019 | Moshe Gafni    | Dins del Judaisme Unit de la Torà | Dins del Judaisme Unit de la Torà | 4 / 120 | 1   | Anticipades |
| Set. 2019  | Moshe Gafni    | Dins del Judaisme Unit de la Torà | Dins del Judaisme Unit de la Torà | 3 / 120 | 1   | Anticipades |
| 2020       | Moshe Gafni    | Dins del Judaisme Unit de la Torà | Dins del Judaisme Unit de la Torà | 4 / 120 | 1   | Coalició    |
| 2021       | Moshe Gafni    | Dins del Judaisme Unit de la Torà | Dins del Judaisme Unit de la Torà | 4 / 120 | =   | Oposició    |
| 2022       | Moshe Gafni    | Dins del Judaisme Unit de la Torà | Dins del Judaisme Unit de la Torà | 3 / 120 | 1   | Coalició    |